# 1910-es sakkvilágbajnokság (Lasker–Schlechter)
 Ez a cikk a sakkjátszmák algebrai lejegyzését alkalmazza.
Az első 1910-es sakkvilágbajnokság január–februári párosmérkőzése Emanuel Lasker és Carl Schlechter között zajlott 1910. január 7. – február 10. között Bécsben és Berlinben. A mérkőzés 5–5 arányú döntetlennel ért véget, amely Lasker számára  világbajnoki címének negyedszeri megvédését jelentette.

## Előzmények
Emanuel Lasker 1894-ben szerezte meg a világbajnoki címet, miután az addigi címvédő Wilhelm Steinitzet  10–5-re legyőzte. Címét az 1896/97-ben játszott visszavágón elért fölényes 10–2-es győzelmével védte meg.  Ezt követően évekre visszavonult a sakkozástól, hogy matematikai és filozófiai tudományos munkájának hódoljon. 1904-től kezdve több kihívója, többek között Frank Marshall, Siegbert Tarrasch és a magyar Maróczy Géza az általa támasztott – elsősorban anyagi – feltételeket nem tudta teljesíteni. 1907-ben került sor Frank Marshallal vívott világbajnoki mérkőzésére, amelyet fölényes 8–0 arányban megnyert, ezzel másodszor is megvédte címét. Harmadszori címvédésére 1908-ban került sor, amikor Siegbert Tarrasch ellen 8–3 arányban győzött.
A világbajnoki mérkőzés megnyerése után 1907. áprilistól ismét a világranglista élére került, és ezt a helyét mindössze négy hónapra adta át 1908. májustól augusztusig Akiba Rubinsteinnek. A mérkőzés kezdetén, 1910. januárban is ő volt az élen, míg kihívója Schlechter ugyanezen a listán csak a 6. helyen állt.
Carl Schlechter 1896-tól folyamatosan a világ 10 legjobb sakkozója közé tartozott. Legjobb helyezése az 1906. december és 1907. február közötti időszakban elért 2. helyezése volt a magyar Maróczy Géza mögött. A világbajnok Lasker ekkor jött fel a Frank Marshall elleni nagyarányú győzelmének köszönhetően a 9. helyről a 3. helyre, de még mindig csak Schlechter mögé.
Az egymás elleni eredményeket tekintve Lasker állt jobban, három alkalommal győzött, míg Schlechter csak egyszer, ezen felül három alkalommal döntetlent játszottak. Az utolsó két találkozójukon azonban Sclechter a két játszmában 1,5 pontot szerzett.

## A párosmérkőzés
A mérkőzést eredetileg 30 játszmásra tervezték, helyszíneként Bécs, Stockholm, Berlin, London és New York lett kiszemelve.  Az eseményre érdeklődést mutatott a fentieken kívül Szentpétervár is. Végül azonban csak Bécs és Berlin vállalta az anyagi feltételeket, ezért a mérkőzés hosszát is csökkentették.
A Lasker által meghatározott feltételek szerint a mérkőzés 10 játszmás, amelyen a kihívónak két pont előnnyel kell nyernie ahhoz, hogy elhódítsa a világbajnoki címet. Óránként 15 lépést kellett megtenni. A díjalapba Bécs 3000 koronával, Berlin 2000 márkával szállt be. Az első öt játszmát Bécsben, a második ötöt Berlinben játszották.
A párosmérkőzés 1910. január 7-én Bécsben kezdődött. A Wiener Schach-Klub helyiségében délután 5 órakor indították az órákat, és 8-ig játszottak. Ekkor másfél óra szünet következett, majd folytatták a játszmát 11-ig. A mérkőzés helyszíne a harmadik játszma után a Café Marienbrücke lett.
Schlechter pozíciós, biztonságra törekvő játéka eredményeként az első négy játszma döntetlenül végződött, az ötödiket azonban nagy meglepetésre Lasker súlyos hibája miatt megnyerte. 3–2-es Schlechter-vezetéssel utaztak át Berlinbe. Négy nap pihenő után Berlinben a Hotel de Rome termében kezdődött a mérkőzés második félideje. Megismétlődött a mérkőzés eleje, ismét négy döntetlen játszma következett. A világbajnoki cím sorsa a mindent eldöntő 10. játszmán múlt. Schlechternek nyernie kellett, hogy a két pont különbség meglegyen a cím elnyeréséhez, de Lasker számára is presztízs értékű volt, hogy ne a párosmérkőzés veszteseként álljon fel az asztaltól. A játszma február 8-án kezdődött, három napon keresztül tartott, összesen mintegy 11 órai játék után dőlt el.
A 10. játszma azóta is sok vitát vált ki: foglalkoztak a pszichológiájával, többen is részletesen elemezték a játszmát, köztük olyan tekintélyek, mint Capablanca és Kaszparov világbajnokok, vagy Siegbert Tarrasch, a kor vezető sakkozója, és maga Emanuel Lasker is. Az esemény megihlette Thomas Glavinic osztrák írót is, aki „Carl Haffners Liebe zum Unentschieden” című, 1998-ban megjelent könyvében az 1910-es világbajnoki párosmérkőzés fikciós leírását adta, és a  főhős alakját Schlechterről mintázta.
Schlechter a minden áron győzelemre való törekvés következtében nem elégedett meg a döntetlennel, végül a játszmát elvesztette, ezzel a végeredmény 5–5 lett, amely azt jelentette, hogy Lasker negyedszer is megvédte világbajnoki címét.

### Az eredménytábla
| Versenyző       | Ország                   | 1 | 2 | 3 | 4 | 5 | 6 | 7 | 8 | 9 | 10 | Pont |
| --------------- | ------------------------ | - | - | - | - | - | - | - | - | - | -- | ---- |
| Carl Schlechter | Osztrák–Magyar Monarchia | ½ | ½ | ½ | ½ | 1 | ½ | ½ | ½ | ½ | 0  | 5    |
| Emanuel Lasker  | Német Birodalom          | ½ | ½ | ½ | ½ | 0 | ½ | ½ | ½ | ½ | 1  | 5    |

### A mérkőzés játszmái
A mérkőzés 10 játszmája José Raúl Capablanca korabeli elemzéseivel.
1. játszma Schlechter–Lasker ½–½ 69 lépés
Spanyol megnyitás berlini védelem ECO C66
2. játszma Lasker–Schlechter ½–½ 35 lépés
Spanyol megnyitás nyílt változat, Schlechter-védelem ECO C80
3. játszma Schlechter–Lasker ½–½ 31 lépés
Spanyol megnyitás berlini védelem, Steinitz-védelem ECO C66
4. játszma Lasker– Schlechter ½–½ 56 lépés
Spanyol megnyitás nyílt változat ECO C80
5. játszma Schlechter – Lasker 1–0 58 lépés
|    | |    |    |    |    |    |    |
|    | \| \| \| \| \| \| \| \| \| \| \| \| \| \| \| \| \| \| \| \| \| \| \| \| \| \| \| \| \| \| \| \| \| \| \| \| \| \| \| \| \| \| \| \| \| \| \| \| \| \| \| \| \| \| \| \| \| \| \| \| \| \| \| \| \| \| \| \| \| \| \| \| |    |    |    |    |    |    |
|    | |    |    |    |    |    |    |
| a8 | b8 | c8 | d8 | e8 | f8 | g8 | h8 |
| a7 | b7 | c7 | d7 | e7 | f7 | g7 | h7 |
| a6 | b6 | c6 | d6 | e6 | f6 | g6 | h6 |
| a5 | b5 | c5 | d5 | e5 | f5 | g5 | h5 |
| a4 | b4 | c4 | d4 | e4 | f4 | g4 | h4 |
| a3 | b3 | c3 | d3 | e3 | f3 | g3 | h3 |
| a2 | b2 | c2 | d2 | e2 | f2 | g2 | h2 |
| a1 | b1 | c1 | d1 | e1 | f1 | g1 | h1 |

| a8 | b8 | c8 | d8 | e8 | f8 | g8 | h8 |
| a7 | b7 | c7 | d7 | e7 | f7 | g7 | h7 |
| a6 | b6 | c6 | d6 | e6 | f6 | g6 | h6 |
| a5 | b5 | c5 | d5 | e5 | f5 | g5 | h5 |
| a4 | b4 | c4 | d4 | e4 | f4 | g4 | h4 |
| a3 | b3 | c3 | d3 | e3 | f3 | g3 | h3 |
| a2 | b2 | c2 | d2 | e2 | f2 | g2 | h2 |
| a1 | b1 | c1 | d1 | e1 | f1 | g1 | h1 |

Spanyol megnyitás berlini védelem, zárt Bernstein-változat ECO C66
1.e4 (José Raúl Capablanca elemzésével a "The Chess Weekly", 1910. évfolyamából) e5 2.Hf3 Hc6 3.Fb5 Hf6 4.O-O d6 5.d4 Fd7 6.Hc3 Fe7 7.Fg5 O-O 8.dxe5 Hxe5 (Természetesen ha 8...dxe5, akkor 9.Fxc6 gyalognyeréssel.) 9.Fxd7 Hfxd7 10.Fxe7 Hxf3+ (Ha 10...Vxe7 akkor 11.Hxd4) 11.Vxf3 Vxe7 12.Hd5 Vd8 13.Bad1 Be8 14.Bfe1 Hb6 15.Vc3 Hxd5 16.Bxd5 Be6 17.Bd3 Ve7 18.Bg3 Bg6 19.Bee3 Be8 20.h3 Kf8 21.Bxg6 hxg6 (Minden cserével sötét állása javul. Világos álláselőnye eltűnőben.) 22.Vb4 c6 23.Va3 a6 24.Vb3 Bd8 25.c4 Bd7 26.Vd1 Ve5 27.Vg4 Ke8 28.Ve2 Kd8 29.Vd2 Kc7 (Világos elégedett a helyzettel, hogy a sötét király a vezérszárnyra vándorol. Világos most a vezérszárnyon igyekszik gyalogrohamot indítani, amit sötét megakadályoz.) 30.a3 Be7 31.b4 b5 32.cxb5 axb5 (Sötét stratégiailag nagyon magas színvonalon, szépen játszik.) 33.g3 g5 34.Kg2 Be8 35.Vd1 f6 36.Vb3 Ve6 37.Vd1 Bh8 38.g4 Vc4 39.a4 (Sötét állása igen erős. Világos gyalogot áldoz, és megpróbálkozik a sötét király elleni támadással.) Vxb4 (39...bxa4, and if 40.Vxa4 Bb8, megfontoltabb lett volna. Ebben az állásban sötét nyerésre áll, de a következmények nehezen átláthatók. 40...Bb8 esetén sötét játéka 41...Bxb4 majd 42...Bb1, gyilkos erejű sakkfenyegetéssel f1-en.) 40.axb5 Vxb5 41.Bb3 Va6 42.Vd4 Be8 (Ha sötét megelégedett volna a döntetlennel, akkor 42...Bb8-cal azt könnyedén elérhette volna. A világbajnok játéka jobb, és legalább döntetlent ért volna el, ha az 54. lépésben nem követ el végzetes hibát.) 43.Bb1 Be5 44.Vb4 Vb5 45.Ve1 Vd3 46.Bb4 c5 (46...Bb5 sötét nyerési esélyeivel.) 47.Ba4 c4 48.Va1 Vxe4+ 49.Kh2 Bb5 50.Va2 Ve5+ 51.Kg1 Ve1+ 52.Kh2 d5 53.Ba8 Vb4 (Könnyű döntetlent lehetett volna elérni örökös sakkal, mert világos nem játszhat 54.Kg2 és 55.f3-at 55...Vd4 miatt.) 54.Kg2 (diagram) Vc5?? (Sakkvakság Dr. Lasker részéről. 54...Bb8 döntetlenre vezetett volna.) 55.Va6! Bb8 (Ismét egy gyenge lépés. 55...Vb6 56.Vc8+ Kd6 57.Ba6 Vxa6 58.Vxa6+ Kc5 esetén bástya és két összekötött gyalog marad a vezérrel szemben.) 56.Ba7+ Kd8 57.Bxg7 Vb6 58.Va3 Kc8 (58. – Vb4-re 59. Va7 nyert volna) sötét feladta, mert 59. Vf8+ Vd8 60. Vc5+ Vc7 61. Vc7 matt védhetetlen  1-0
6. játszma Lasker–Schlechter ½–½ 47 lépés
Spanyol megnyitás nyílt változat ECO C80
7. játszma Schlechter–Lasker ½–½ 48 lépés
Szicíliai védelem klasszikus változat ECO B57
8. játszma Lasker–Schlechter ½–½ 43 lépés
Spanyol megnyitás nyílt változat, Schlechter-védelem ECO C80
9. játszma Schlechter–Lasker ½–½ 65 lépés
Szicíliai védelem Lasker–Pelikan (Schlechter) változat ECO B33
10. játszma Lasker–Schlechter 1–0 71 lépés
|    | |    |    |    |    |    |    |
|    | \| \| \| \| \| \| \| \| \| \| \| \| \| \| \| \| \| \| \| \| \| \| \| \| \| \| \| \| \| \| \| \| \| \| \| \| \| \| \| \| \| \| \| \| \| \| \| \| \| \| \| \| \| \| \| \| \| \| \| \| \| \| \| \| \| \| \| \| \| \| \| \| |    |    |    |    |    |    |
|    | |    |    |    |    |    |    |
| a8 | b8 | c8 | d8 | e8 | f8 | g8 | h8 |
| a7 | b7 | c7 | d7 | e7 | f7 | g7 | h7 |
| a6 | b6 | c6 | d6 | e6 | f6 | g6 | h6 |
| a5 | b5 | c5 | d5 | e5 | f5 | g5 | h5 |
| a4 | b4 | c4 | d4 | e4 | f4 | g4 | h4 |
| a3 | b3 | c3 | d3 | e3 | f3 | g3 | h3 |
| a2 | b2 | c2 | d2 | e2 | f2 | g2 | h2 |
| a1 | b1 | c1 | d1 | e1 | f1 | g1 | h1 |

| a8 | b8 | c8 | d8 | e8 | f8 | g8 | h8 |
| a7 | b7 | c7 | d7 | e7 | f7 | g7 | h7 |
| a6 | b6 | c6 | d6 | e6 | f6 | g6 | h6 |
| a5 | b5 | c5 | d5 | e5 | f5 | g5 | h5 |
| a4 | b4 | c4 | d4 | e4 | f4 | g4 | h4 |
| a3 | b3 | c3 | d3 | e3 | f3 | g3 | h3 |
| a2 | b2 | c2 | d2 | e2 | f2 | g2 | h2 |
| a1 | b1 | c1 | d1 | e1 | f1 | g1 | h1 |

Szláv-védelem ECO B11
1. d4 (José Raúl Capablanca eredeti megjegyzéseivel.) d5 2. c4 c6 (2...e6 a szokásos, és hiszem azt, hogy jobb is.) 3. Hf3 Hf6 4. e3 g6 5. Hc3 Fg7 6. Fd3 O-O (Amennyire tudom, egy új és eredeti útja a vezércsel elleni védelemnek.) 7. Vc2 Ha6 8. a3 dxc4 (Schlechter most egy sor olyan lépést tesz, amely végül a c-gyalog izolálódását eredményezi, amely nem feltétlenül jó.) 9. Fxc4 b5 10. Fd3 b4 11. Ha4 bxa3 12. bxa3 Fb7 13. Bb1 Vc7 14. He5 (Ha Lasker biztonságos játékra törekedett volna, akkor először sáncolnia kellett volna, illetve ha a gyors királyszárnyi támadást tervezte, akkor azt a 14. h4 lépéssel kellett volna kezdeni He5 előtt.) Hh5 15. g4 (Megkezdi a királyszárnyi támadást, amely a játszma végeredményének ismeretében igazolható. Lasker elgondolása jónak mondható, mivel Schlechternek nem elég a döntetlen a világbajnoki cím megnyeréséhez, és a cserék után egyszerűsödő állásban nem számíthat ismét olyan elnézésre, mint az 5. játszmában történt.) Fxe5 16. gxh5 Fg7 17. hxg6 hxg6 18. Vc4 (egyidejűleg fenyeget Bxb7 és Fxg6) Fc8 (!) 19. Bg1 Va5+ 20. Fd2 Vd5 21. Bc1 Fb7 22. Vc2 Vh5 23. Fxg6 (Úgy gondolom, itt 23.Vb3 volt a helyes lépés. A szöveglépés nem sok jóval biztat.) 23... Vxh2 24. Bf1 fxg6 25. Vb3+ Bf7 26. Vxb7 Baf8 27. Vb3 Kh8 28. f4 g5 29. Vd3 gxf4 30. exf4 Vh4+ 31. Ke2 Vh2+ 32. Bf2 Vh5+ 33. Bf3 Hc7 34. Bxc6 Hb5 (34...Hd5 sokkal erősebbnek néz ki.) 35. Bc4 (diagram) Bxf4 (Rossz elgondolás. 35...e5! lett volna a jó lépés. Úgy néz ki, sötét mégis csak döntetlenre játszik.) 36. Fxf4 Bxf4 37. Bc8+ Ff8 38. Kf2  Vh2+ 39. Ke1 Vh1+ (!) 40. Bf1 Vh4+ 41. Kd2 Bxf1 42. Vxf1 Vxd4+ 43. Vd3 Vf2+ 44. Kd1 Hd6 45. Bc5 Fh6 46. Bd5 Kg8 47. Hc5 (Lasker támadásba veti a 36 lépésen keresztül a tábla szélén pihentetett huszárt. A 37. lépéstől kezdve a játszma végéig Lasker rendkívül precízen játszik, és nem hagyja érvényesülni az osztrák mester kiemelkedő kvalitásait.) Vg1+ 48. Kc2 Vf2+ 49. Kb3 Fg7 50. He6 Vb2+ 51. Ka4 Kf7 52. Hxg7 Vxg7 53. Vb3 Ke8 54. Vb8+ Kf7 55. Vxa7 Vg4+ 56. Vd4 Vd7+ 57. Kb3 Vb7+ 58. Ka2 Vc6 59. Vd3 Ke6 60. Bg5 Kd7 61. Be5 Vg2+ 62. Be2 Vg4 63. Bd2 Va4 64. Vf5+ Kc7 (A helyzet ismeretében érthető. Schlechter belemegy a vezércserébe, hogy az időzavarban levő Lasker sok időt töltsön a nyerő folytatás megtalálásával.) 65. Vc2+ Vxc2+ 66. Bxc2+ Kb7 (A játszma véget ért. Schlechter itt már feladhatta volna.) 67. Be2 Hc8 68. Kb3 Kc6 69. Bc2+ Kb7 70. Kb4 Ha7 71. Kc5 (All in all, nagy játék, amely úgy vonul be a sakkjáték történelmébe, mint a sakkvilágbajnoki címért folyó nagy küzdelem emlékezetes befejezése.) 1-0